# Акутни оток плућа у роњењу
Акутни оток плућа у роњењу, „хладноћом индукован едем плућа“ нагли је по живот рониоца опасан поремећај функције плућа. Настаје због излива течности у интерстицијални и алвеоларни простор плућа, као могућа последица нарушене функције плућа и дисања у току роњења.

## Епидемиологија
Иако инциденца акутног отока плућа у роњењу није велика, она је у благом порасту сва све већим бројем ронилаца рекреативаца. Наиме у прошлости су се роњењем обично бавили професионалци, са одређеном физичком спремношћу, те одређеном едукацијом о техници и могућим компликацијама у току роњења. Данас се све чешће роњењем баве физички неприпремљени и слабо едуковани рониоци (рекреативци), са искључиво сезонским искуством у роњењу. Такође у ронилачке активности укључен је и све шири старосни распон ронилаца, све већи број жена, те људи граничних психофифизичких способности, што може у њиховом организму изазвати специфичне компликације током роњења, као што је нпр акутни едем плућа, акутни едем мозга, декомпресиона болест, које се понекад могу завршити и смртним исходом.

## Етиологија
Као могући узроци акутног отока плућа у роњењу наводе се:
Роњење у хладној води
У највећем броју случајева појава акутног едема плућа догађа се у току или након роњења у хладној води, па се хладноћа може сматрати једним од главних узрока, па је по њој овај поремећај назван хладноћом-индукован едем плућа. Мада је у неколико случајева едем плућа код рониоца настао у току роњења у топлој води.
Удисање ваздуха под повишеним притиском;
- у току роњења на већим дубинама због додатног отпора који ствара ронилачки апарат за дисање, или
- због изложености плућа повишеном притиску (удахнуток ваздуха на површини воде), у току роњења на дах,

Повећана густине гаса у дубини, због ниже температура и увећаног притиска воде. Густина ваздуха повећава се сразмерно дубини (и притиску који влада на тој дубини), тако да је густина ваздуха на дубини од 30 m четири пута већа, а на дубини од 60 m седам пута већа нега на морској површини.
Појава акутног едем плућа током рекреативног роњењења је ретка појава у наизглед здравих особа. Будући да овај спорт ужива велику популарност, роњење не само да има све више присталица међу спортистима већ и код неспортиста, и не обухвата само младе, већ га све више упражњавају и старије особе. Зато на појаву едема плућа у току роњења утичу и бројни чиниоци који настају у каснијој животној доби.
У истраживању које су спровели енгл. Esen Kıyan и сар. код случајева са развојем синдрома акутног едема плућа у току роњења, максимална дубина зарона, била је у распону од 17 до 43 m од површине мора, а температура воде од 10° до 17°C.

## Предиспозиција
На основу ретроградних анализа већег броја случајева, бројни аутори наводе следеће факторе, као могуће узроке настанак акутног едема плућа у току роњења;
1. Ниска температура воде,
2. Животна доб рониоца
Истраживанјима је доказано да се акутни едем плућа у роњењу чешће јавља код особа средњих година и старијих. Као могући фактори предиспозиције у старости наводе се:
- хипертензије која је чешћа у старијих особа,
- физиолошке промене у респираторним функцијама, насталим као последица физиолошког старења.

3. Неправилан начин живота
- гојазност као последица неправилне исхране
- недовољна физичка кондиција
- пушење, злоупотреба алкохола и дроге

4. Здравствени проблеми
- хипертензија,
- употреба лекова (лечење статинима, аспирином)

5. Неправилности у роњењу
- већи број узастопних роњења у краћем времену или у више дана узастопно
- неправилна употреба ронилачке опреме

## Физика и физиологија роњења
Роњење на ваздух под повишеним притиском састоји се од удисања мешавина различитих гасова, најчешће кисеоника и азота, на различитим дубинама зарона. На одређеним дубинама зарона гас се понаша према законима физике, и његов притисак зависи од притиска околине (средине) којој је гас изложен. Како ронилац иде дубље, спољни притисак на његово тело и органе се повећава. На нивоу мора притисак износи једну атмосферу, и са зароном повећава се за сваких десет метара испод нивоа мора, тако да на 10 m притисак гаса износи 2 атмосфере (тј удвостручава се), на 20 m износи 3 атмосфере итд.
Повећани притисак околине, повећавапарцијални притисак кисеоника у плућима и повећани отпор дисању, повећани отпор кретању, додатну тежину и притисак ронилачке опреме, и додатно је погоршан хладноћом воде. То је разлог да постоје различити ефекти околине који се јављају када ронилац уђе у воду.
Такође и скуба опрема за роњење додатно повећава отпор дисању; што може повећати радно оптерећење респираторног система.

## Патофизиологија роњења[11]
Патофизиолошки механизми, као и фактори ризика који доприносе појави едема плућа су заправо сложен и мултифакторски;
Вазоконстрикција
Периферна и централна вазоконстрикција и промене у крви вероватно играју истакнуту улогу у настанку поремећаја у раду срчаних комора које под повећаним оптерећењем (које може настати у току роњења) испоручју оксигенисану крв, што захтева и веће ангажовање респираторног система.
Пораст капиларног притиска
Повећан капиларни трансмурални притисак, растеже зида капилара, и кроз алвеоларни епител, због повећане пропустљивости и „пукотина“ у зиду капилара, доводи до излива течности и појаве едема у плућима.
Пораст унутаргрудног притиска
Још један фактор који би могао изазвати поремећај у раду капиларне баријере у плућима је претерано негативан интраторакални притисак током инспирације, који је последица повећане густине гаса у дубини (због ниже температура и увећаног притиска воде) и додатног отпора који ствара ронилачки апарат за дисање.
Грчење дијафрагме (пречеге)
Негативни ефекти притиска који изазивају крварење у алвеолама ронилаца који роне на дах јављају се (на основу спроведених истраживања) вероватно као последица контракција дијафрагме и повишеног физичког напрезања због пливања у току роњења на дах. Комбинацији излагање инспираторном отпору након зарањања главе у воду и поремећај размене угљен-диоксида, вероватно одражавају блажи облик интерстицијалног едема плућа. Зато се код ових ронилаца може јавити пенушави ружичасти испљувак, након више узастопних роњења.
Стресна реакција у току роњења
Реакција на стрес изазван додатним отпором дисању у току роњења је покушај смањивања минутне вентилације плућа. Нижи минутни волумен уз подразумевани већи волумен кисеоника значи да се побољшала ефикасност дисања и обрнуто.
Ниска температура воде
Током зарона, температура на дубини је по правилу нижа него температура на површини. Регулисање температуре је у начелу отежано, те је неопходна одговарајућа одећа за излагање таквим температурама. Према истраживањима урањање у хладну воду може изазвати хипервентилацију која нормално престаје унутар неколико минута. За време потапања у хладну воду долази до повећања активности симпатичког нервног система што узрокује повећање фреквенције срца. Такође као последица зарањања срце мора радити више због повећања периферног отпора (1—3).

## Клиничка слика
Најчешћи симптоми акутног едема плућа у рониоца су;
- диспнеја која настаје док је ронилац у дубини,
- кашаљ,
- хемоптизија (крвави пенушави испљувак)
- хипоксија, која због недостатака кисеоника у артеријској крви може довести до срчаног застоја и смрти.

Тежи облици едема угрожавају живот рониоца:
- Губитак свести, до које може доћи на дубини, може изазвати смрт утапањем ако се раониоцу не пружи правовремена помоћ.
- Диспнеја која је праћена израженијом хипоксијом и може код рониоца са едемом плућа да изазове и појаву срчаног удара пре изроњавања.

## Дијагноза
Пошто симптоми овог поремећаја понекад могу да буду недовољно јасни, важно је да рониоци и лекари, који се баве обезбеђењем роњења, буду свесни овог синдрома у циљу пружања правовремене и адекватне медицинске помоћи.
Дијагноза акутног едема плућа у рониоца се поставља;
- Анамнезом, непосредно након изрона.
- Објективим прегледом рониоца, непосредно након изрона.
- Класичном или ЦТ радиграфијом, које могу бити поуздан сликовни налаз уз комплексну патогенезу поремећаја.

## Диференцијална дијагноза
У диференцијалној дијагнози могу доћи у обзир следећи плућни поремећаји који се могу јавити самостално или удружено;
- баротраума (код које је хемоптизија главни симптом) и
- декомпресиона болестљ[21]

## Терапија
У највећем броју случајева акутни едем плућа у роњењу са брзо санира и то спонтано без икаквог лечења или уз лечење стандардном симптоматском терапијом која се примењује код насрчаног облика едема плућа. Мада највећи број случајева не захтева никакво лечење, све особе са знацима акутног едема плућа морају бити извесно време на посматрању од стране медицинског особља. 
Због оваквих карактеристика клиничке слике и спонтаног ишчезавања симптома, значајан број мањих случајева овог синдрома остаје недијагностикован, и не бива евидентиран у историји болести рониоца, што може имати последице ако се поремећај поново јави у каснијој животној доби а ронилац или његов лекар нису спровели одговарајуће превентивне мере.